# 高野山

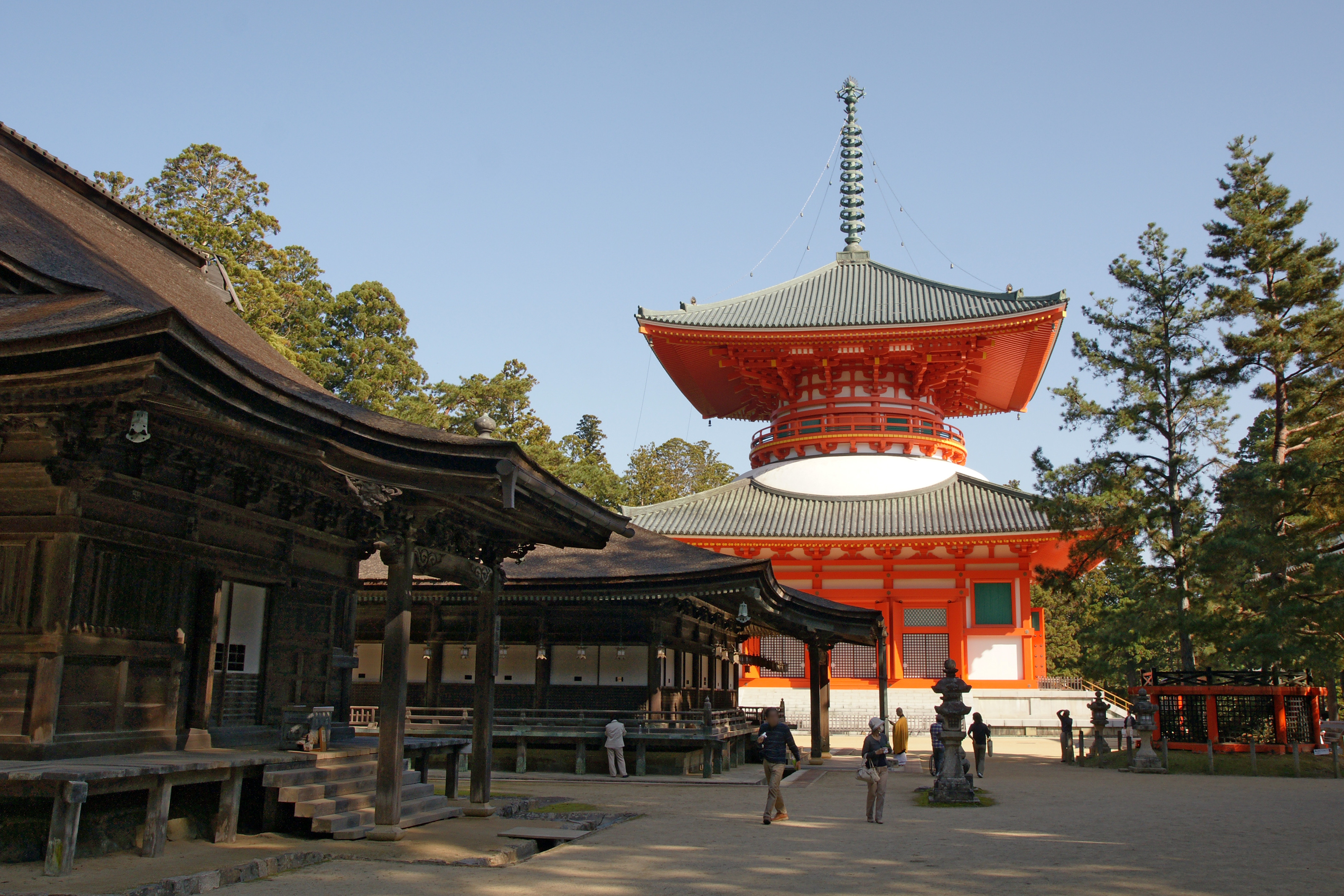
壇上伽藍

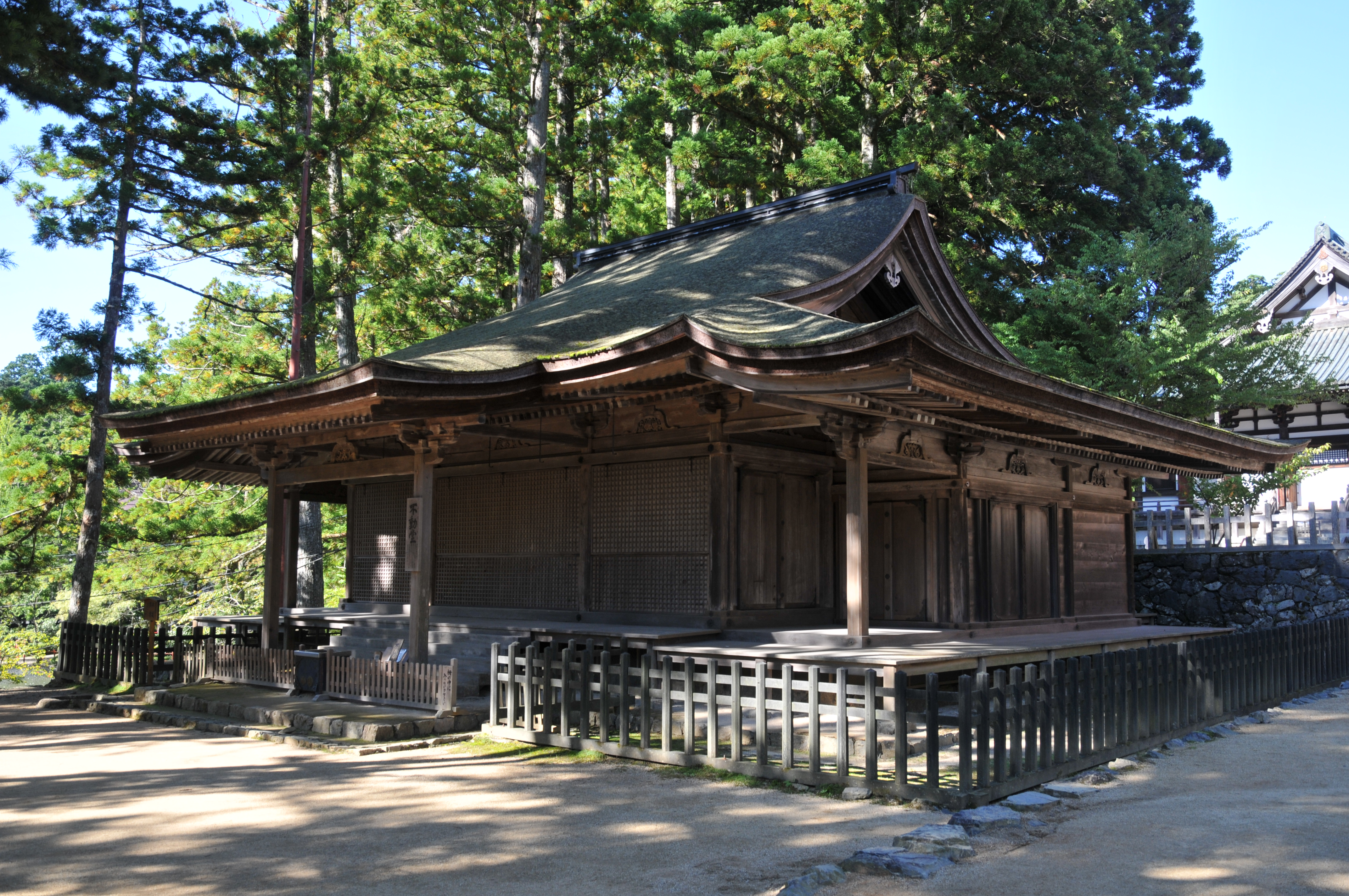
壇上伽藍 不動堂（国宝）

高野山（こうやさん）は、和歌山県北部、和歌山県伊都郡高野町にある地域の名称である。周囲を1,000m級の山々に囲まれた標高約800mの山上盆地に町並みが広がる。
「高野"山"」という名ではあるものの、地理学上の山ではない。高野山内は「一山境内地」といわれ高野山全域が寺の境内地とされ、境内の中に発展した町であり、元来は高野山全体と金剛峯寺は同義である。そのため高野山内の歴史、伽藍、文化財関連については、金剛峯寺で詳述している。
平安時代の弘仁7年（816年）に嵯峨天皇から空海（弘法大師）が下賜され、修禅の道場として開いた日本仏教における聖地の1つである。
現在は「壇上伽藍」と呼ばれる根本道場を中心とする宗教都市を形成している。山内の寺院数は高野山真言宗総本山金剛峯寺（山号は高野山）、大本山宝寿院のほか、子院が117か寺に及び、その約半数が宿坊を兼ねている。
2004年（平成16年）7月7日、高野山町石道と金剛峯寺境内（6地区）、建造物12件が熊野、吉野・大峯と共に「紀伊山地の霊場と参詣道」としてユネスコの世界遺産に登録された。さらに2016年（平成28年）10月24日、高野参詣道（町石道を含み登録名称変更）として黒河道、女人道、京大坂道不動坂、三谷坂（丹生酒殿神社含む）が世界遺産に追加登録された。

## 地理
高野山という名称の単独の峰はない。地名としての「高野山」とは、八葉の峰（今来峰・宝珠峰・鉢伏山・弁天岳・姑射山・転軸山・楊柳山・摩尼山）と呼ばれる峰々に囲まれた盆地状の平地の地域を指す（行政上の字名としての「高野山」（郵便番号は648-0211）もおおよそこれと同じ地域である）。8つの峰々に囲まれているその地形は「蓮の花が開いたような」と形容されており、仏教の聖地としては両界曼荼羅のうちの胎蔵曼荼羅の「中台八葉院」に擬せられている。転軸山・楊柳山・摩尼山の三山を高野三山という。

### 気候
金剛峯寺境内にあるアメダスの観測値で年平均降水量2003.1mm。年平均気温は11.1℃と大阪管区気象台より6℃低い。一般的に温暖な地域が多い和歌山県としては異例で、冬の寒さが厳しく、1月の平均気温は−0.3℃と氷点下になる。極値は最高33.7℃（2014年7月26日）、最低−13.4℃（1981年2月28日）。
| 高野山（1991年 - 2020年）の気候    | 高野山（1991年 - 2020年）の気候 | 高野山（1991年 - 2020年）の気候 | 高野山（1991年 - 2020年）の気候 | 高野山（1991年 - 2020年）の気候 | 高野山（1991年 - 2020年）の気候 | 高野山（1991年 - 2020年）の気候 | 高野山（1991年 - 2020年）の気候 | 高野山（1991年 - 2020年）の気候 | 高野山（1991年 - 2020年）の気候 | 高野山（1991年 - 2020年）の気候 | 高野山（1991年 - 2020年）の気候 | 高野山（1991年 - 2020年）の気候 | 高野山（1991年 - 2020年）の気候 |
| 月                                 | 1月                             | 2月                             | 3月                             | 4月                             | 5月                             | 6月                             | 7月                             | 8月                             | 9月                             | 10月                            | 11月                            | 12月                            | 年                              |
| ---------------------------------- | ------------------------------- | ------------------------------- | ------------------------------- | ------------------------------- | ------------------------------- | ------------------------------- | ------------------------------- | ------------------------------- | ------------------------------- | ------------------------------- | ------------------------------- | ------------------------------- | ------------------------------- |
| 最高気温記録 °C （°F）             | 15.1 (59.2)                     | 17.9 (64.2)                     | 20.3 (68.5)                     | 26.5 (79.7)                     | 29.6 (85.3)                     | 31.1 (88)                       | 33.7 (92.7)                     | 33.2 (91.8)                     | 31.1 (88)                       | 27.2 (81)                       | 22.3 (72.1)                     | 19.7 (67.5)                     | 33.7 (92.7)                     |
| 平均最高気温 °C （°F）             | 3.4 (38.1)                      | 4.8 (40.6)                      | 9.2 (48.6)                      | 15.1 (59.2)                     | 20.1 (68.2)                     | 22.8 (73)                       | 26.6 (79.9)                     | 27.8 (82)                       | 23.7 (74.7)                     | 17.8 (64)                       | 12.2 (54)                       | 6.3 (43.3)                      | 15.8 (60.4)                     |
| 日平均気温 °C （°F）               | −0.3 (31.5)                     | 0.4 (32.7)                      | 4.0 (39.2)                      | 9.4 (48.9)                      | 14.4 (57.9)                     | 18.1 (64.6)                     | 22.1 (71.8)                     | 22.8 (73)                       | 19.1 (66.4)                     | 13.2 (55.8)                     | 7.5 (45.5)                      | 2.2 (36)                        | 11.1 (52)                       |
| 平均最低気温 °C （°F）             | −4.0 (24.8)                     | −3.8 (25.2)                     | −1.0 (30.2)                     | 3.7 (38.7)                      | 8.9 (48)                        | 14.0 (57.2)                     | 18.4 (65.1)                     | 18.8 (65.8)                     | 15.3 (59.5)                     | 9.1 (48.4)                      | 3.0 (37.4)                      | −1.6 (29.1)                     | 6.8 (44.2)                      |
| 最低気温記録 °C （°F）             | −12.8 (9)                       | −13.4 (7.9)                     | −9.4 (15.1)                     | −5.1 (22.8)                     | −1.4 (29.5)                     | 3.4 (38.1)                      | 9.9 (49.8)                      | 11.8 (53.2)                     | 5.0 (41)                        | −1.5 (29.3)                     | −5.0 (23)                       | −10.0 (14)                      | −13.4 (7.9)                     |
| 降水量 mm （inch）                 | 87.6 (3.449)                    | 97.4 (3.835)                    | 141.7 (5.579)                   | 141.5 (5.571)                   | 166.6 (6.559)                   | 260.3 (10.248)                  | 256.4 (10.094)                  | 192.5 (7.579)                   | 247.5 (9.744)                   | 203.3 (8.004)                   | 108.4 (4.268)                   | 89.3 (3.516)                    | 2,003.1 (78.862)                |
| 平均降水日数 （≥1.0 mm）           | 11.7                            | 11.1                            | 12.6                            | 11.2                            | 10.7                            | 13.7                            | 12.7                            | 10.9                            | 11.7                            | 11.2                            | 8.7                             | 11.4                            | 137.6                           |
| 平均月間日照時間                   | 82.9                            | 96.7                            | 138.5                           | 176.5                           | 185.5                           | 124.9                           | 146.1                           | 166.8                           | 124.7                           | 130.6                           | 115.6                           | 93.0                            | 1,582.3                         |
| 出典1：Japan Meteorological Agency |                                 |                                 |                                 |                                 |                                 |                                 |                                 |                                 |                                 |                                 |                                 |                                 |                                 |
| 出典2：気象庁                      |                                 |                                 |                                 |                                 |                                 |                                 |                                 |                                 |                                 |                                 |                                 |                                 |                                 |

## 主な施設・寺院

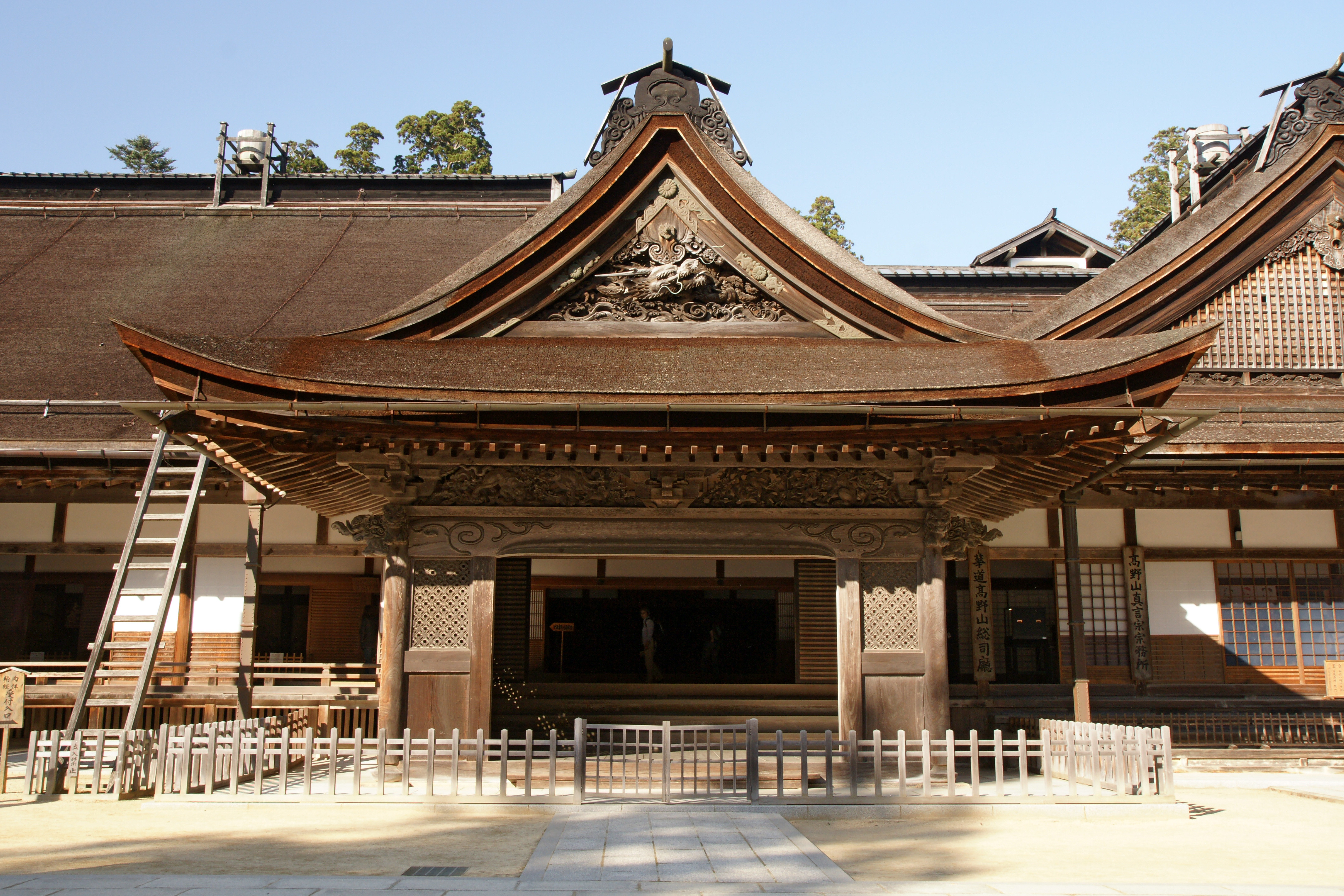
金剛峯寺 主殿（本坊・県指定有形文化財）

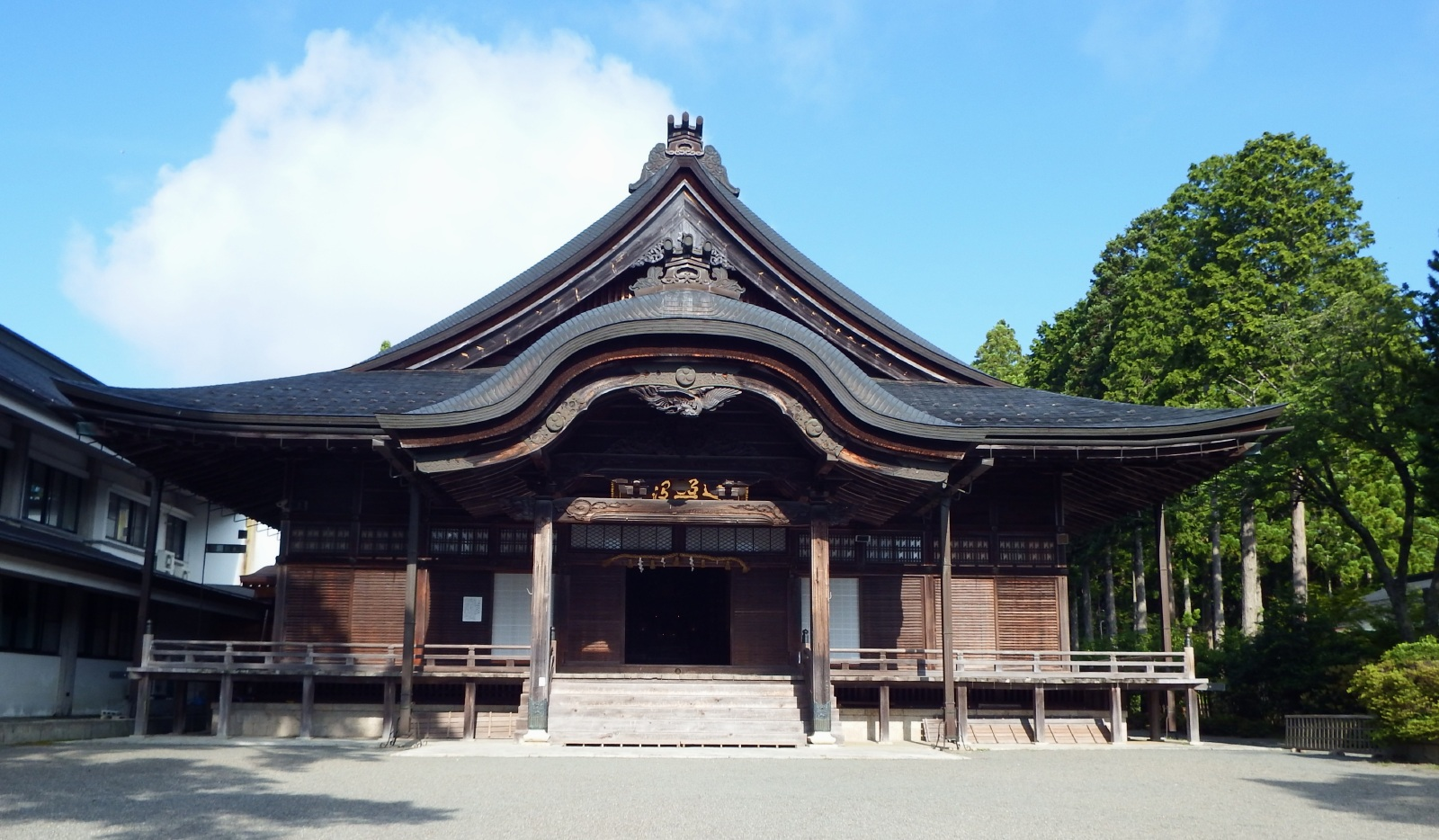
大師教会

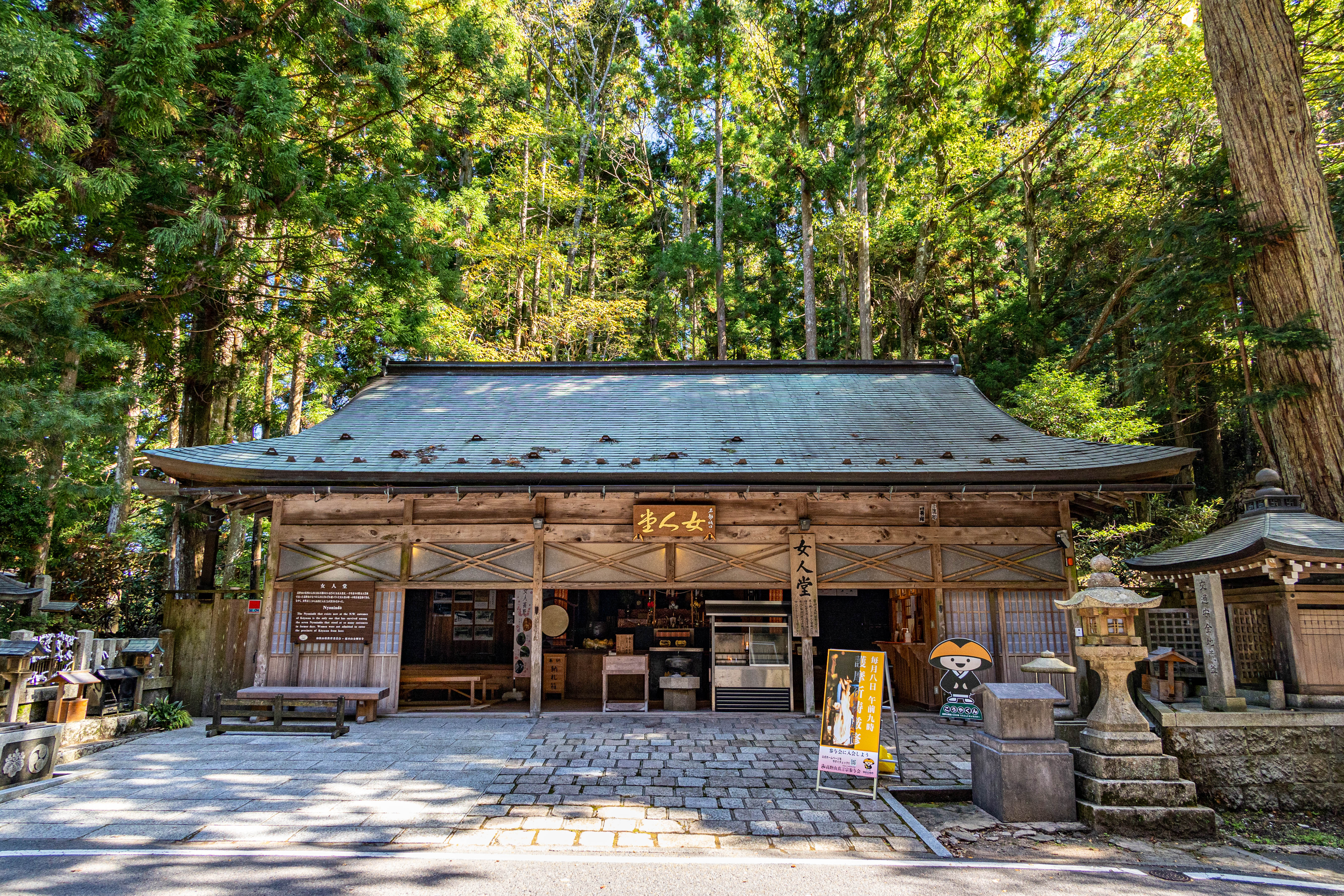
女人堂
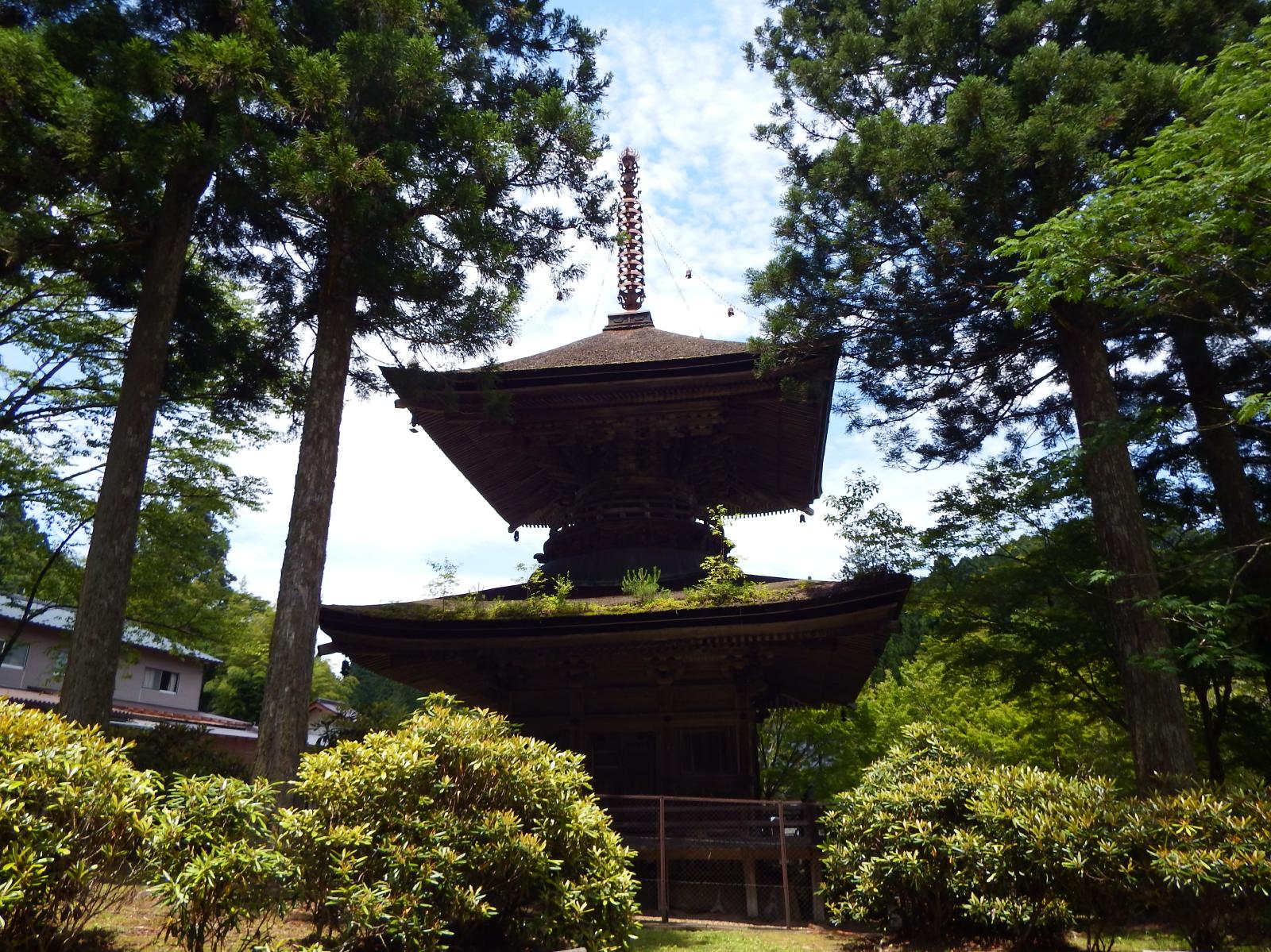
金輪公園 金輪塔
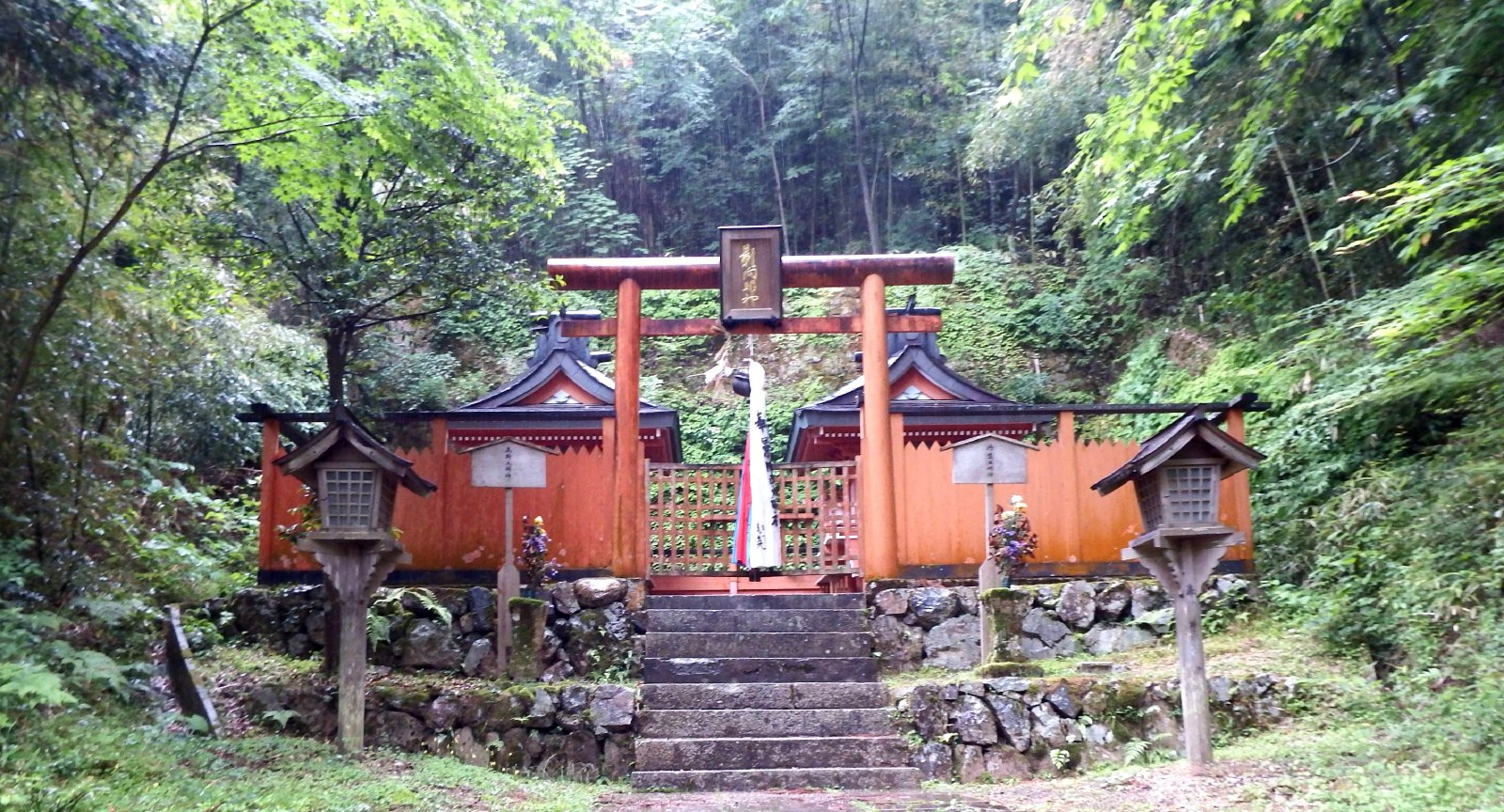
金輪公園 影向明神
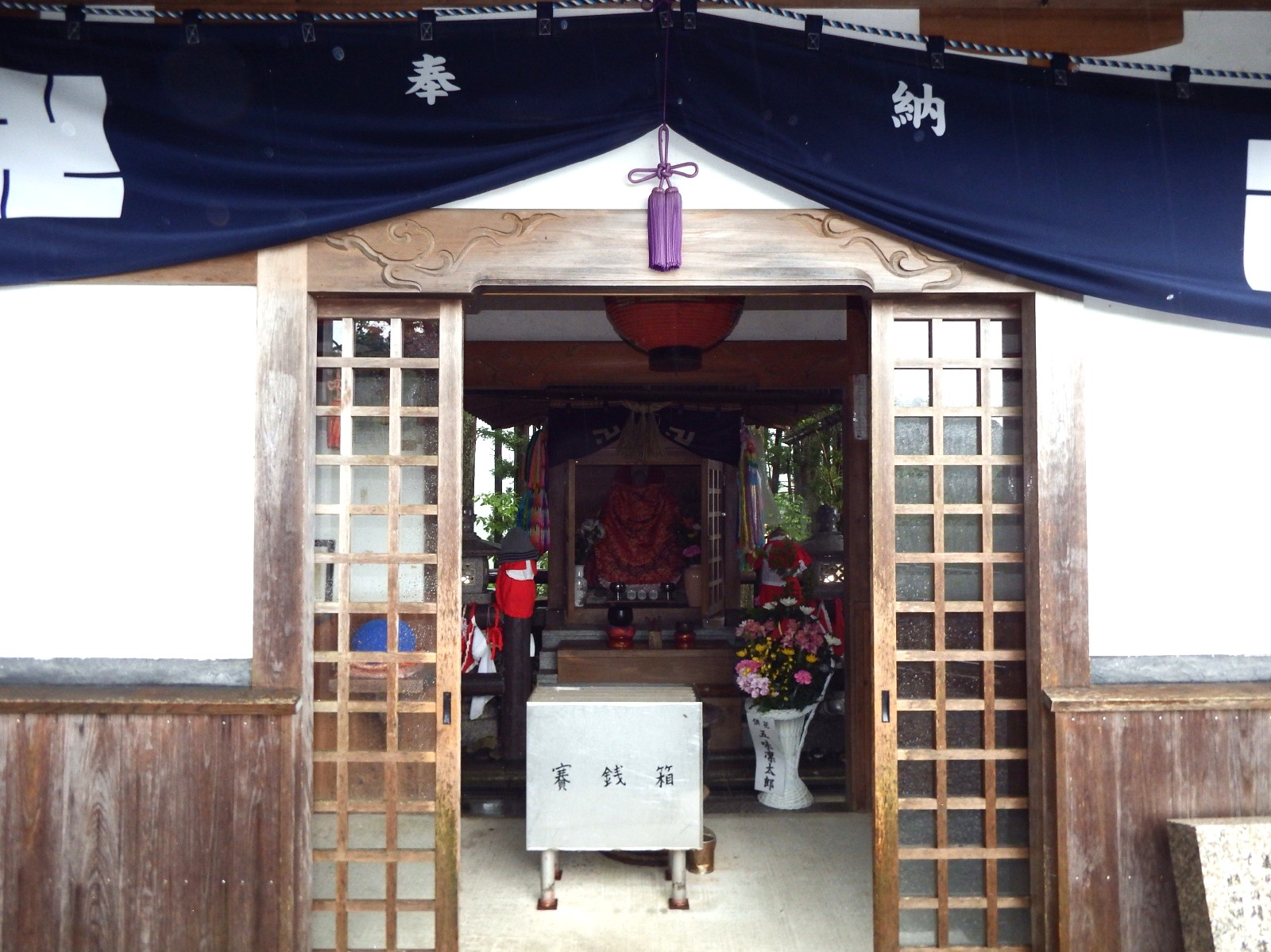
お助け地蔵尊
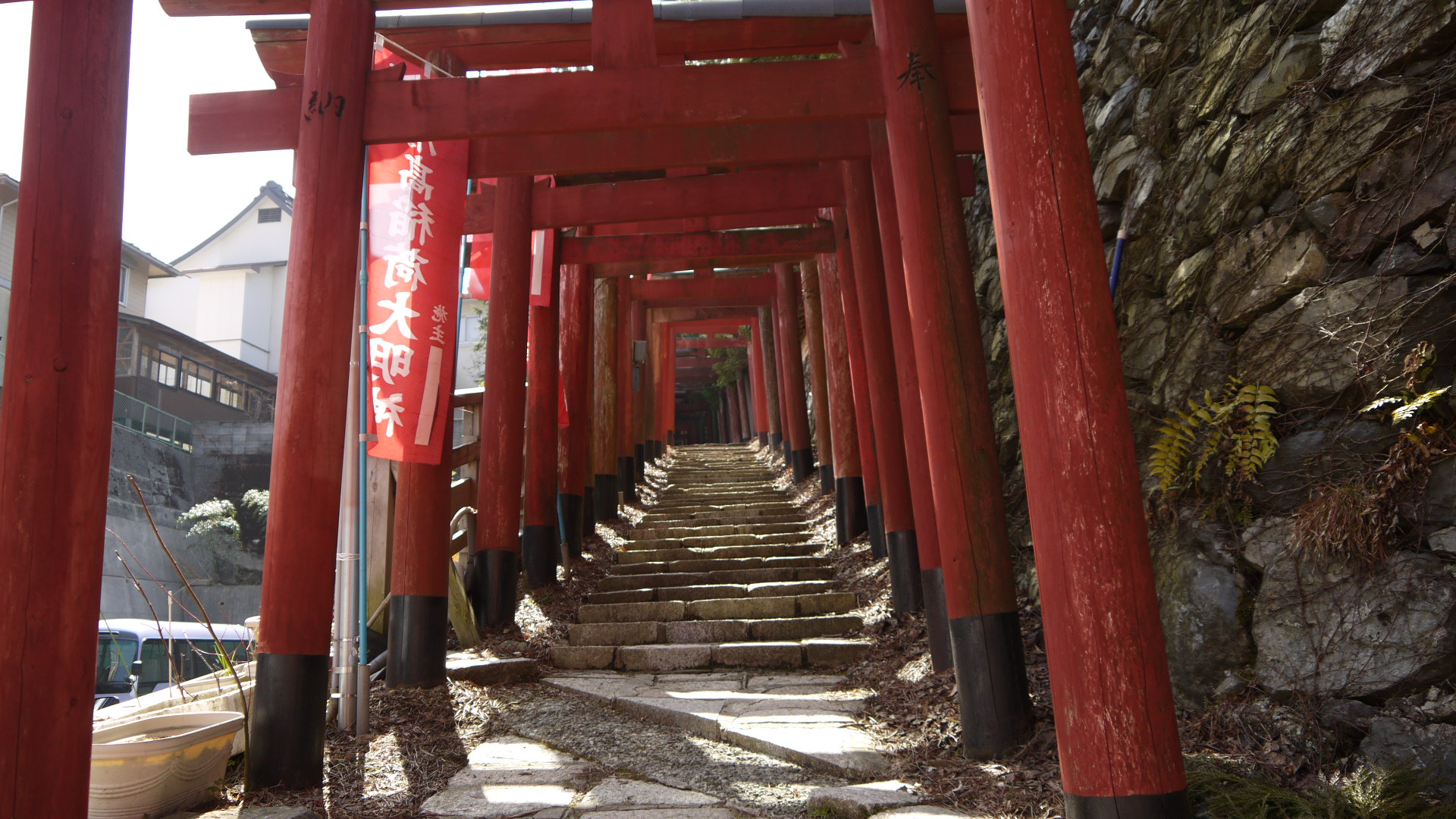
清高稲荷社

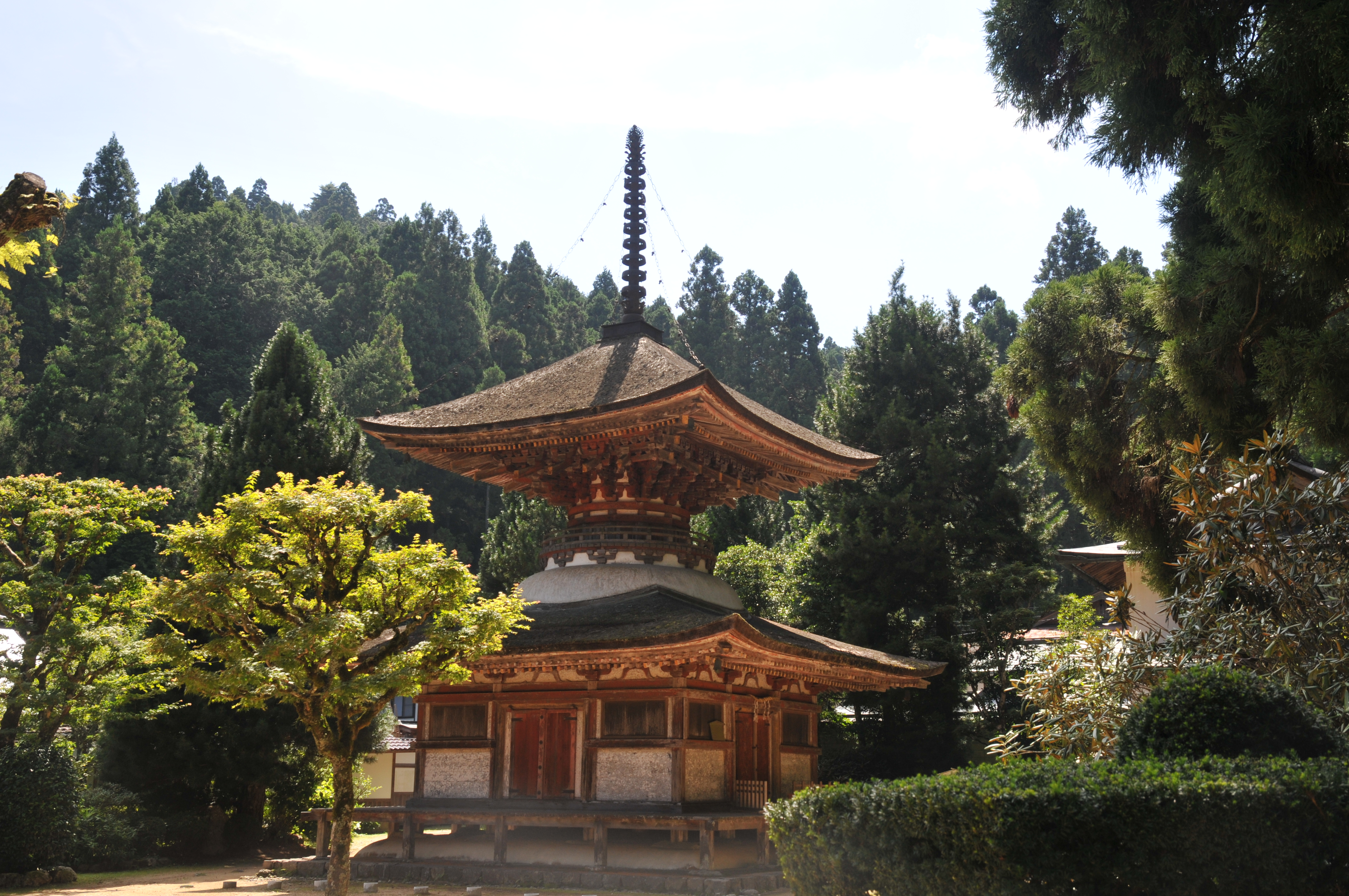
金剛三昧院 多宝塔（国宝）

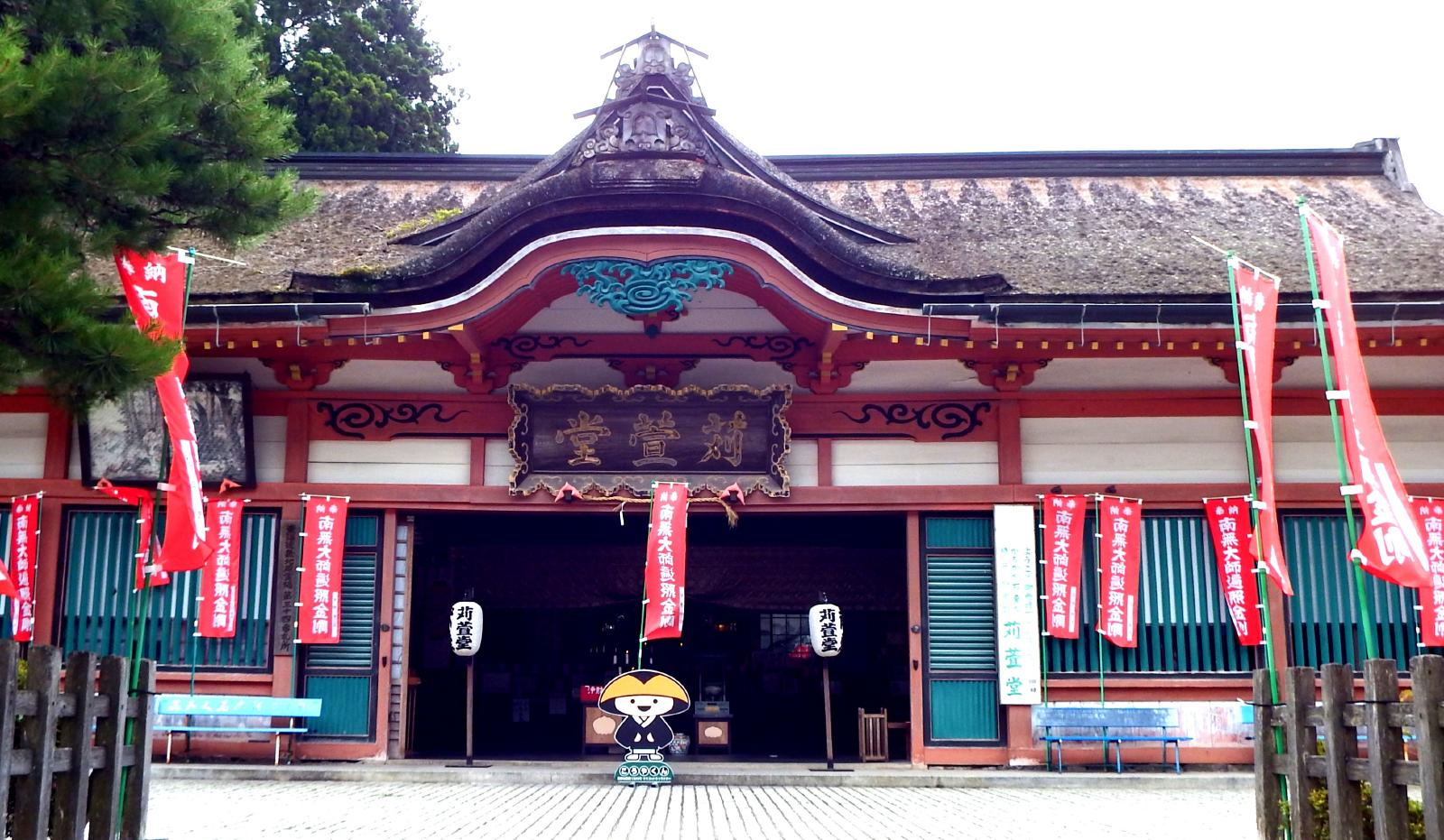
密厳院 刈萱堂
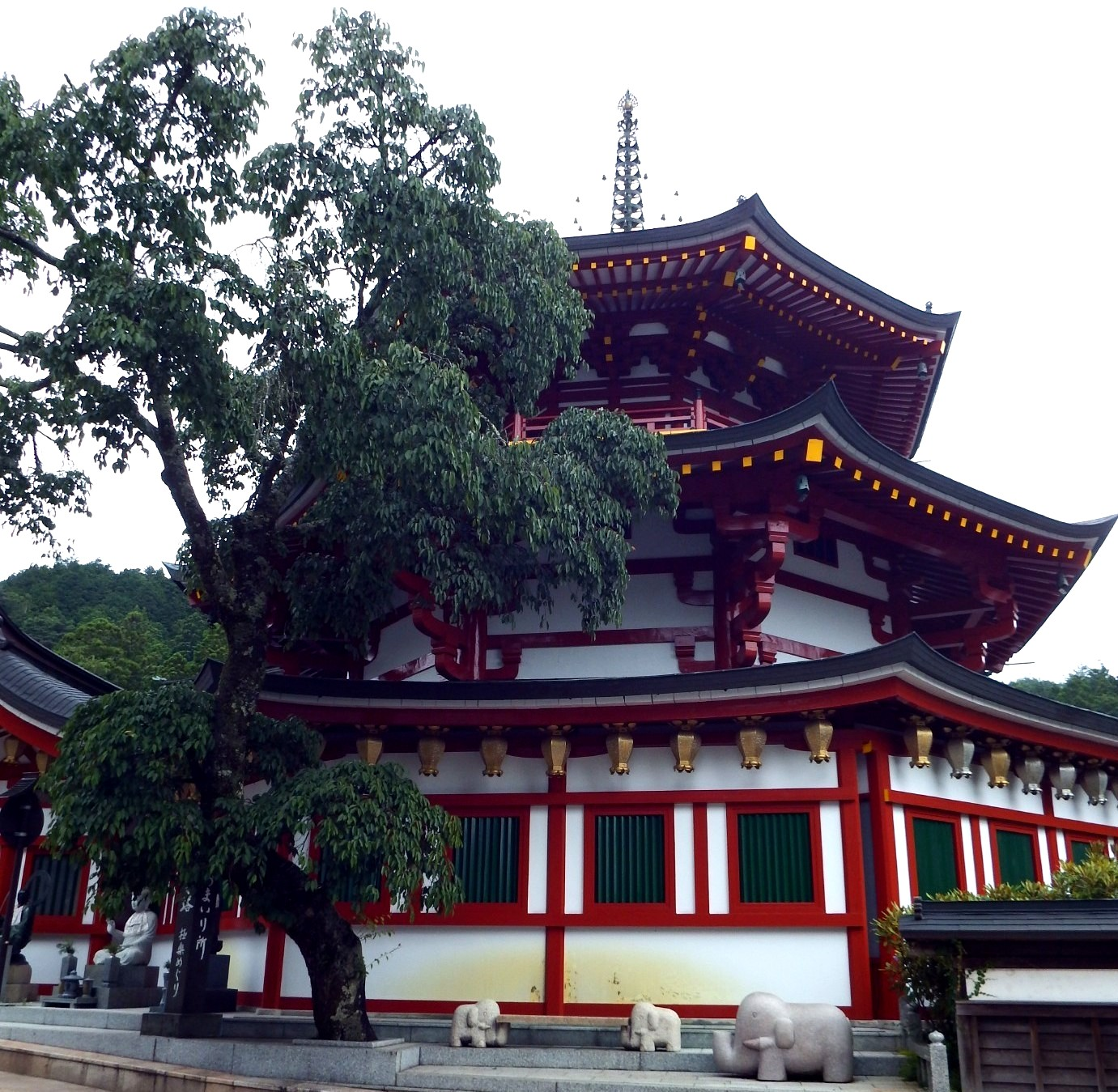
成福院 摩尼宝塔
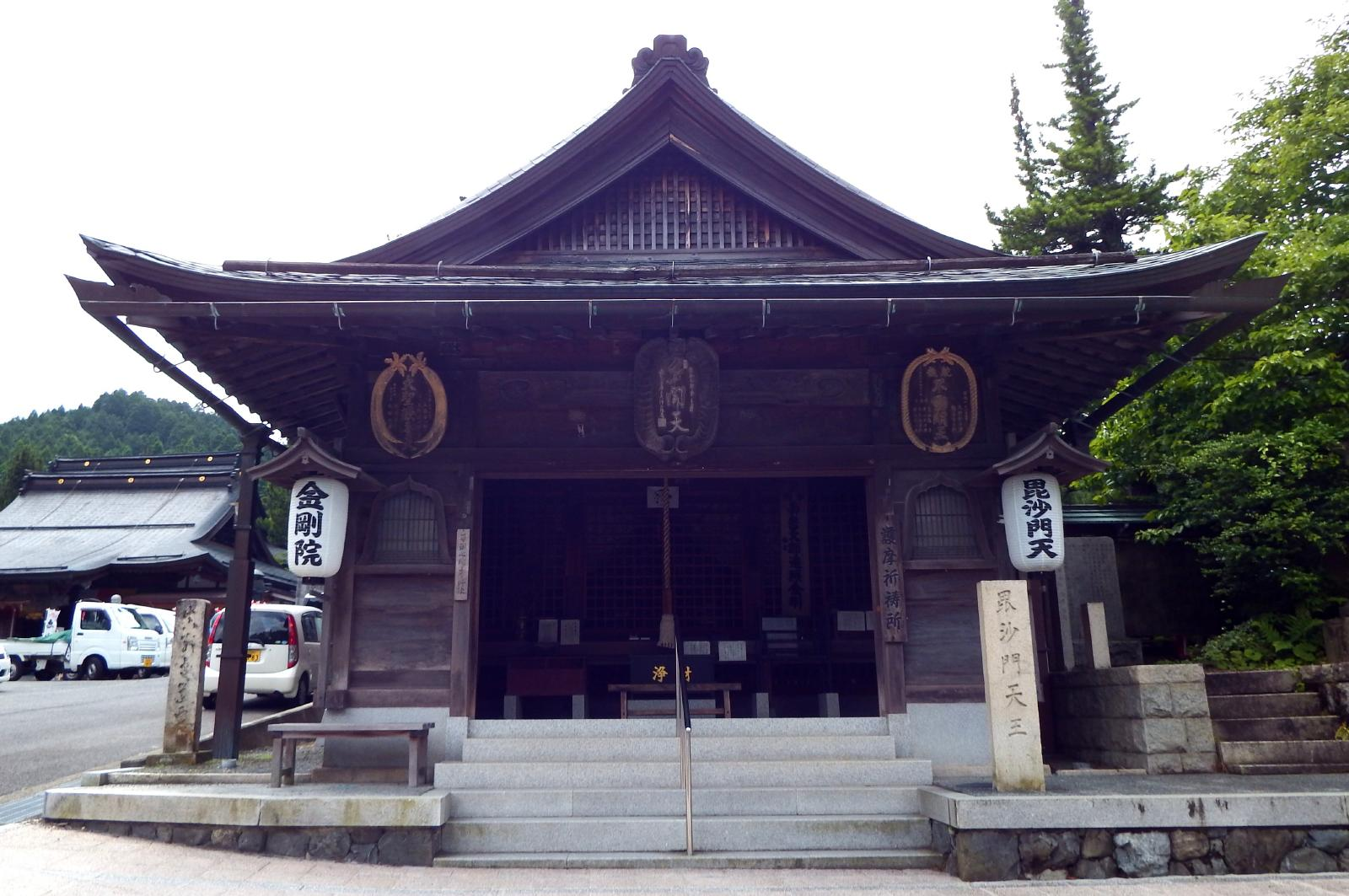
恵光院 毘沙門堂
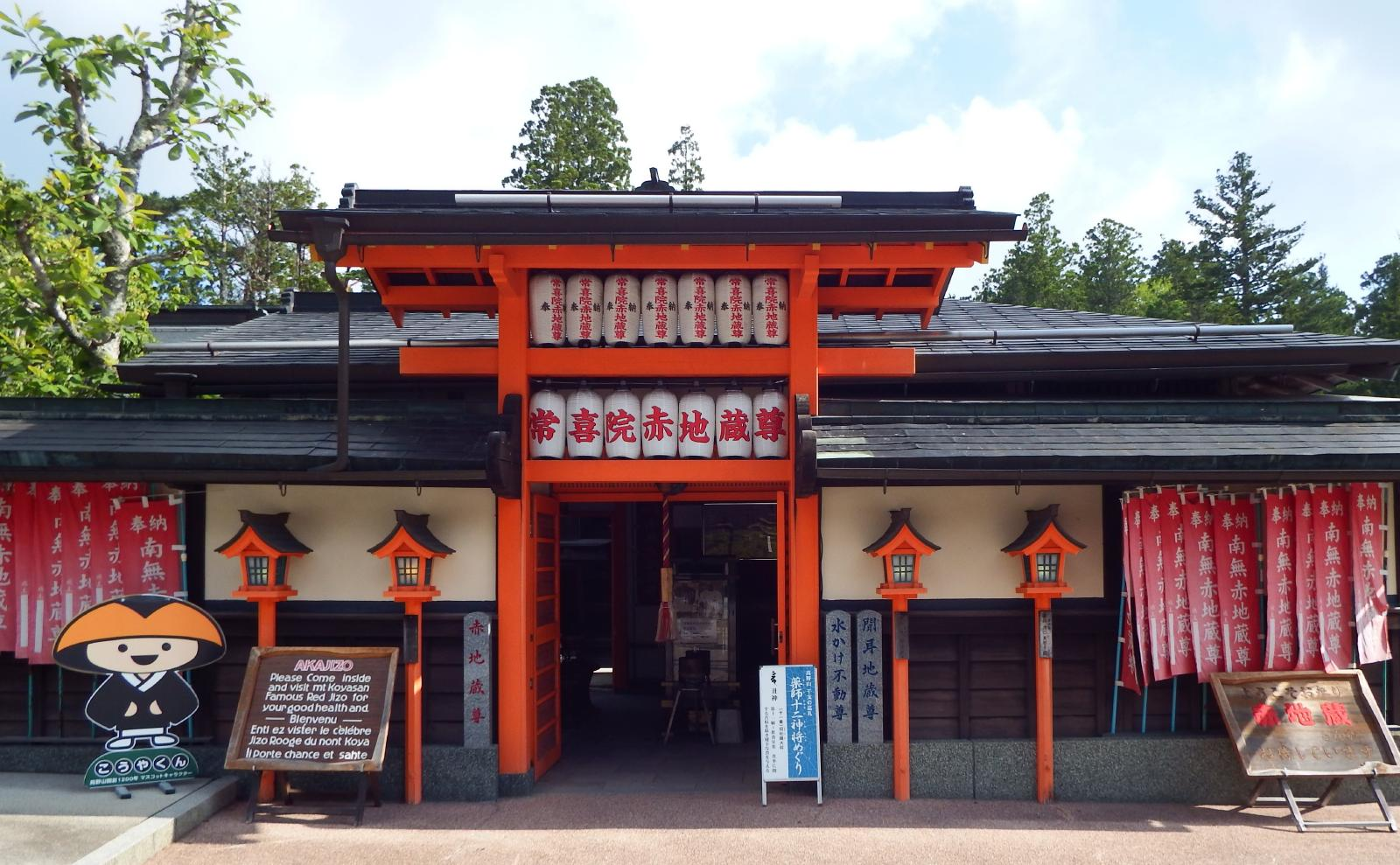
常喜院 赤地蔵
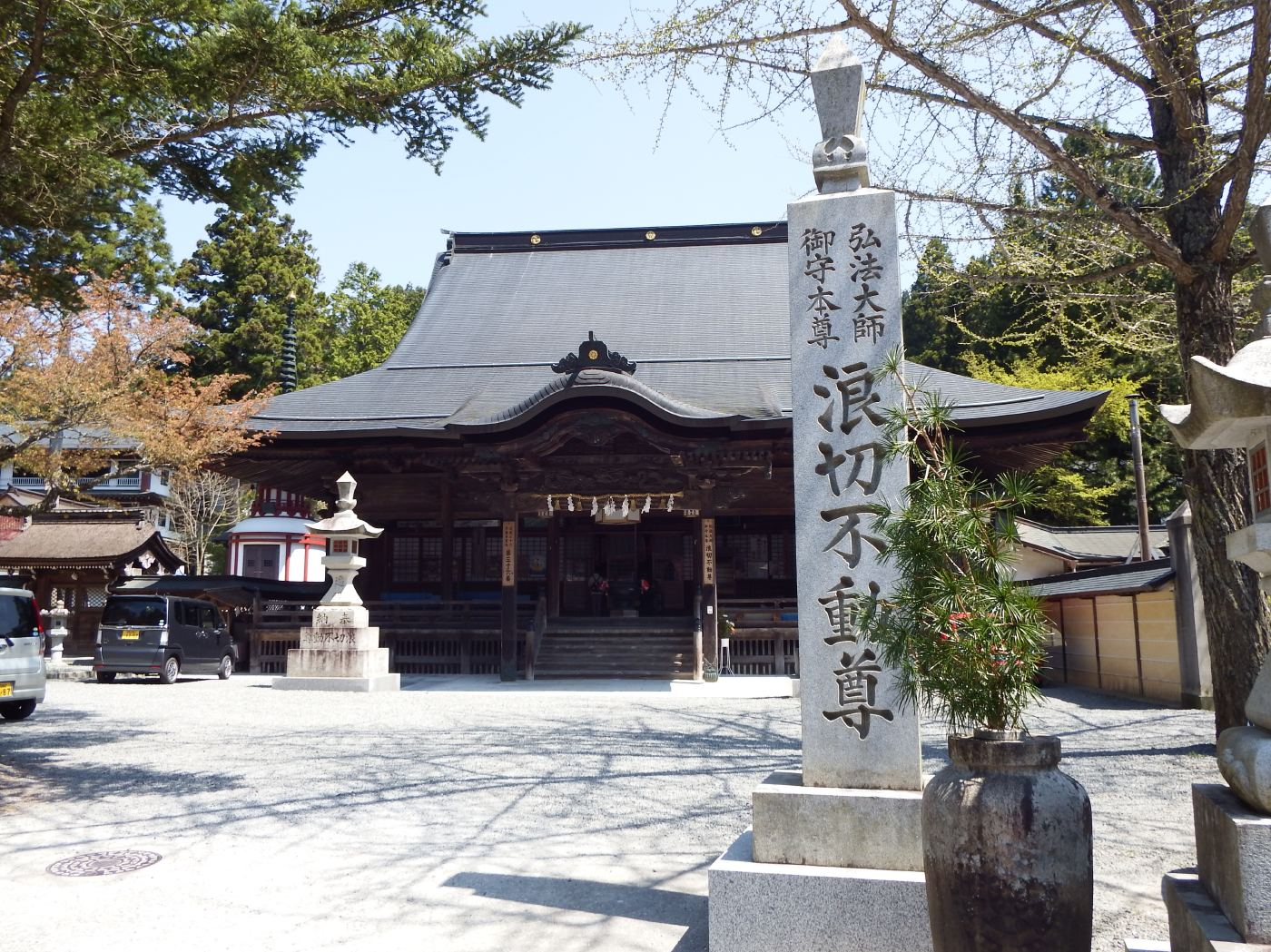
南院 浪切不動堂

山内は「一山（）境内地」として総本山金剛峯寺の境内となっている。このうち、大門地区、伽藍地区、本山地区、奥院地区、徳川家霊台地区、金剛三昧院地区の6地区が国の史跡に指定され、世界遺産の構成要素となっている。多数の寺院建築が立ち並ぶが、ここでは主要な一部を紹介する。詳細は金剛峯寺参照のこと。西南方位には高野山霊場第一番 別格本山 西南院が存在する。

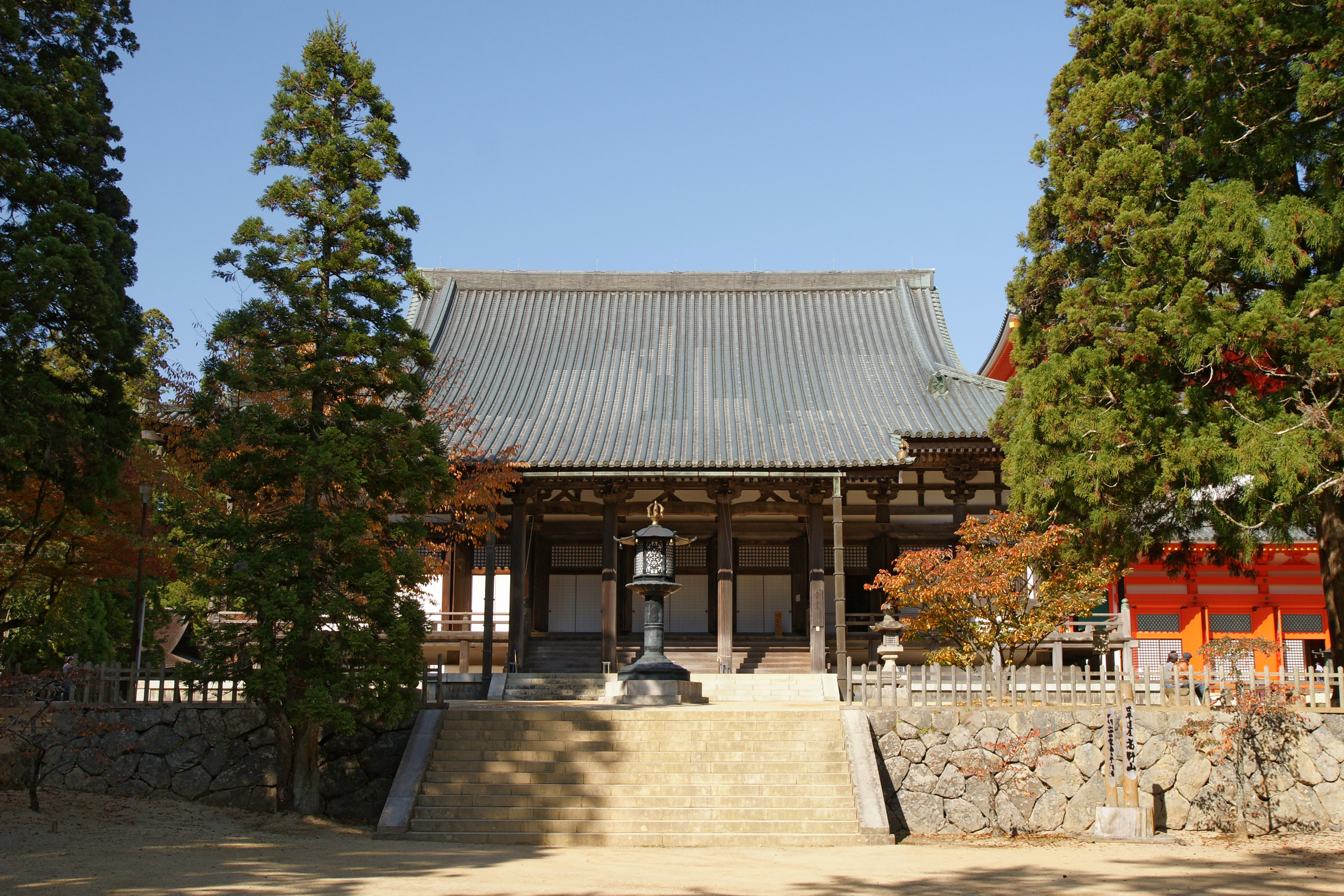
壇上伽藍 金堂（総本堂）

壇上伽藍
一般寺院でいう本堂がある伽藍地区である。国の史跡・世界遺産。空海（弘法大師）が曼荼羅の思想に基づいて創建した密教伽藍の総称であり、奥の院とともに高野山の二大聖地である。金堂は高野山全体の総本堂で高野山での主な宗教行事が執り行なわれる。ほかに大塔、御影堂、不動堂などが立ち並び、不動堂は国宝に指定されている。また、弘法大師伝説のひとつである飛行三鈷杵がかかっていたとされる「三鈷の松」や、高野四郎（俗称）と呼ばれる大鐘楼も伽藍に存する。金堂と大塔への入堂は有料。境内のみは無料。
奥之院
一般寺院でいう墓域である。奥の院や奥ノ院と表記される場合もあるが、正確な表記は奥之院である。国の史跡・世界遺産。御廟橋の先に灯籠堂、その裏に空海の御廟がある。参道には、皇室、公家、大名などの墓が多数並び、その総数は正確には把握できないものの、20万基以上はあると言われている。戦国大名の6割以上の墓所がある。奥之院の入り口は2か所ある。正式な入り口は一の橋からであるが、中の橋の前には無料大駐車場とバス停があるので、参拝者のほとんどがこちらから入る。一の橋から御廟までは約2km、中の橋からはその約半分の道のりとなっている。その途上には「弥勒石」などの七不思議と呼ばれる場所がある。
総本山金剛峯寺
一般寺院でいう本坊である。国の史跡・世界遺産。主殿等の建物は和歌山県指定有形文化財。高野山真言宗の総本山で座主の住寺。金剛峯寺は元は高野山全体の称だが、現在金剛峯寺と呼ばれるのは明治2年（1869年）に青巌寺と興山寺 (廃寺)の2つの寺院が合併したもの。旧青巖寺（剃髪寺）は文禄2年（1593年）、豊臣秀吉の建立、文久3年（1863年）、再建。歴代天皇の位牌や高野山真言宗管長の位牌をまつっている。大主殿、別殿、新別殿と分かれており、別殿では観光客に湯茶の施しがある。襖に柳鷺図のある柳の間は豊臣秀次の自刃の間。屋根の上に置かれた防火用の水桶は、かつては高野山全域で見られたが今も置かれているのはここのみ。また、金剛峯寺境内にある「蟠龍庭」（2,340m2）は日本最大の石庭。境内の建物外および納経所までは無料。それより先の建物内の拝観は有料。
大門（）
高野山全体の総門。1705年再建。国の重要文化財・世界遺産。
徳川家霊台
国の史跡および重要文化財・世界遺産。寛永20年（1643年）、徳川家光の建立。家康と秀忠の霊廟がある。境内有料。
大師教会（）
大正時代に建てられた講堂。高野山真言宗の布教・御詠歌・宗教舞踊などの総本部で、受戒体験・阿字観指導・講演会・定例布教などに使われている。受付で申し込めば誰でも菩薩十善戒を授かれる。1925年（大正14年）8月27日、朝香宮鳩彦王と同妃允子内親王が庭前に松を手植えた。
高野山霊宝館
高野山上にある国宝、重要文化財等の保存・展示が行われており、定期的にテーマを絞った展示会が開催される。なお、現在の日本の国宝の2%は高野山上にある（1083件中、23件）。大正10年（1921年）、開設。紫雲殿、玄関・北廊・中廊 、南廊及西廊、放光閣 、宝蔵が国の登録有形文化財。
女人堂
不動坂口にあり、女人禁制の時代は女性はここまでしか入れなかった。古くは高野山の街道の七つの入口にそれぞれあったが、今は１つしか残っていない。大日如来、弁財天、神変大菩薩を祀る。
金輪公園
一心院谷にあり、今は公園になっていて、国宝不動堂が元はここにあった。明算検校が12世紀に創建し、1834年に再建された金輪塔がある。山側の影向明神には、丹生・高野明神を祀った二つの社が並ぶ、また、鬼子母神を祀る祠もある。
お助け地蔵尊
大門前の三差路から100m南、一つだけ願いを叶えてくれる。
清高稲荷社
奉納鳥居が並ぶ坂を上ると社殿がある。正一位清高稲荷大明神を祀り、境内には大黒天・恵比寿や弘法大師を祀る。弘法大師が京都の伏見稲荷大社より稲荷大明神を勧請したと伝わる。
- 女人堂
- 金輪公園 金輪塔
- 金輪公園 影向明神
- お助け地蔵尊
- 清高稲荷社

子院群
金剛峯寺の修行僧が居住のために作った草庵を起こりとする寺院群。近畿三十六不動尊霊場である明王院・南院、新西国三十三箇所観音霊場である宝亀院、西国愛染十七霊場である増福院・福智院・金剛三昧院など117か寺を数え（総本山金剛峯寺と大本山宝寿院はこれに含まれない）、その約半数が宿坊を兼ねている。以下の子院は宿坊を備えていて、金剛三昧院は有料だが境内を散策でき、他の子院は誰でも無料で自由に参拝できる堂がある。これ以外の宿坊のある子院にも、宿泊することにより本堂に入堂したり、庭園を臨んだり、護摩祈祷、阿字観や写経体験をできるところがある。
- 金剛三昧院
境内地は国の史跡・世界遺産。建暦元年（1211年）、北条政子の発願による建立。源頼朝と実朝の菩提を弔うための国宝・多宝塔のほか、重要文化財の客殿や経蔵などがある。西国愛染十七霊場17番。境内有料。
- 苅萱堂（）
密厳院が管理している（東海近畿地蔵霊場）。金剛峯寺と奥之院のほぼ中間にある。苅萱道心と石童丸の哀話の舞台として知られる。
- 摩尼宝塔
成福院が管理している釈迦堂。刈萱堂の前にある。ビルマ戦没者供養のため、ミャンマーから贈られた釈迦如来像を本尊として建立された。地下には戒壇巡りがある。

以下は無料で自由に参拝できる子院の堂宇
- 密厳院 刈萱堂
- 成福院 摩尼宝塔
- 恵光院 毘沙門堂
- 常喜院 赤地蔵
- 南院 浪切不動堂

### 登録有形文化財
- 橋本警察署高野幹部交番
1921年（大正10年）建築で国の登録有形文化財。木造2階建、屋根は切妻造、銅板葺で正面に千鳥破風があり、また舟肘木・間斗束・蟇股や妻の豕扠首などの社寺院風建築技法を取り入れ、高野山の歴史的景観に配慮した外観である[18]。

- 南海電気鉄道鋼索線高野山駅駅舎
1928年（昭和3年）建築で国の登録有形文化財。木造2階建、鋼板葺のモルタル塗の駅舎。丸窓や2階外壁に廻した水平帯などがある昭和初期の洋風建築だが、宝形屋根の頂部に宝珠を載せ高野山の地を意識した建築物である[19]。

## 歴史
- 816年 弘仁7年7月8日 空海、高野山下賜を上奏し、この年勅許が下る。
- 892年 寛平4年5月19日 九度山の慈尊院「弥勒仏坐像」（国宝）が造立される。後補裳先墨書銘：「寛平四年歳次壬子五月十九日造仏事己了」。
- 994年 正暦5年7月6日 高野山大火。大塔に落雷、伽藍御影堂を残して全焼し、寺院にも類焼。
- 1086年 応徳3年4月7日 金剛峯寺「仏涅槃図」（国宝）が描かれる。墨書銘「応徳三年丙寅四月七日甲午奉写畢」。
- 1117年 永久5年～天治3年4月15日 金剛峯寺「金銀字一切経」（国宝）が奥州藤原清衡の発願により書写される。
- 1145年 久安元年10月23日 金剛峯寺「善女龍王像」（国宝）が定智によって描かれ、開眼供養される。
- 1149年 久安5年5月12日 高野山大火。大塔に落雷、伽藍全焼。多くの仏像、仏画類が焼失。
- 1156年 保元元年4月29日 金剛峯寺「両界曼荼羅図（血曼荼羅）」（重文）が絵師常明法印によって描かれる。平清盛の頭血を採り絵の具に和して描かせた。
- 1223年 貞応2年 金剛三昧院「多宝塔」（国宝）を建立。北条政子が源頼朝、源実朝の菩提のために、安達景盛に命じて建立。
- 1401年 応永8年正月19日 伽藍西塔炎上、新御塔、文殊楼、本経蔵、正智院一切経蔵に類焼。多くの聖教類が悉く焼失。
- 1464年 寛正5年7月3日 高野山大火。高野山衆徒、堂衆と西院、谷上、南谷で合戦し、谷中で11か寺を残して悉く焼失。
- 1486年 文明18年4月8日 金剛峯寺「諸尊仏龕」（国宝）付属「銅製厨子」が製作される。
- 1521年 永正18年（大永1年）2月12日 高野山大火。寺院より出火、大塔、金堂以下伽藍300余宇・塔婆19基、僧坊など3900余宇を焼失し、全山壊滅状態となる。
- 1594年 文禄3年 豊臣秀吉が高野山を参詣し、生母大政所の三回忌追善法要を行う。そのおり、連歌や能の会を催す。
- 1599年 慶長4年3月21日 奥の院「経蔵」（重文）を石田三成が母の菩提の為に建立し、金剛峯寺「高麗版一切経」（重文）を同経蔵に奉納。
- 1599年 慶長4年6月 正智院「高麗陣敵味方戦死者供養碑」（県指定）が薩摩藩主島津義弘、島津忠恒親子に依って建立される。朝鮮役における敵味方の戦死者を供養。
- 1599年 慶長4年10月15日 清浄心院「佐竹義重霊屋」（重文）が佐竹為義重逆修の霊屋として造立される。
- 1604年 慶長9年・12年 蓮花院松平秀康及び同母霊屋（付属宝篋印塔7基）」（重文）が造立される。秀康の亡母（家康の側室）を祀るため、慶長九年に造立。また、慶長十二年四月八日には松平忠直によって、松平秀康（家康の子）の霊屋として、その隣に造立される。
- 1622年 元和8年 天徳院「天徳院庭園」（国の名勝）が小堀遠州によって造園される。
- 1630年 寛永7年10月7日 高野山大火。大塔に落雷。暫くして塔腰部より猛火が起こり炎上焼失。伽藍諸堂をはじめ多くの寺院が類焼。
- 1690年 元禄3年 落雷により大門炎上。
- 1691年 元禄4年 千手院萬精院より出火、安養院まで延焼し89か寺が全焼。
- 1792年 寛政4年2月16日 夜八ツ時、奥之院護摩堂より出火、焼失する。
- 1809年 文化6年 南谷から出火し、中門、勧学院一帯が類焼す。
- 1843年 天保14年9月1日 高野山大火。壇上宝蔵の軒先から出火し、大塔をはじめ諸堂14棟が悉く焼失。
- 1863年 文久3年 現在の金剛峯寺「青厳寺本殿」（県指定）が再建される。万延元年（1860年）に焼失したことによる再建。
- 1869年 明治2年 3月29日 青厳寺・興山寺を合併して金剛峯寺と号する。 11月3日 高野山に神仏分離の通達が下る。
- 1870年 明治3年 西院如意輪寺をはじめ、南谷南院が焼失。
- 1872年 明治5年 興山寺全焼。
- 1879年 明治12年 千手院寂静院、普賢院、金剛頂院などが焼失。
- 1882年 明治15年 自性院他2か寺、谷上蓮金院等が全焼。
- 1884年 明治17年 高野山とその周辺の13か字が合併して高野村となる。この年、谷上の蓮金院焼失。2月 西院と恵光院から出火。50か寺、130戸に類焼する大火になった。
- 1888年 明治21年3月23日 午前12時30分頃、一心院谷の南院裏山より出火、同院へ火移り、直ちに高祖院、東室院へと移り、続いて正塔院、六町院、幸福院、康徳院、福智院、蓮花院、宝積院、正覚院、金剛院、興山寺、◆覚院、定光院、西生院、無量光院、本王院、普門院、一乗院、光輪院、如意輪寺、金蔵院、愛染院、安楽院、安養院、巴陵院、三室院、普賢院、報恩院、明泉院、乗蔵院、圓満院、弥勒院、常住院、医王院、覚證院へと類焼。さらに五ノ室、千手院、小田原地区の上之段（現、高野山大学）の町家へも類焼し、午後5時頃鎮火。その時、金剛峯寺の屋根へも飛火して、一時は類焼するかと思われたが、かろうじて消し止めることができた。この火災によって、大寺21か寺、中小寺院30か寺、民家70余戸が焼失した。3月24日午前12時30分頃、蓮花谷の恵光院前、増福院より出火。直ちに大明王院、光明院、尭住院、常慶院、千蔵院、五大院、誠願院、持宝院、丹生院、岩本院、東根院、萬福院、蓮花三昧院へと類焼し悉く焼失。この時、蓮花谷民家も残らず焼失。東谷の奥之坊を除いて悉く皆焼亡し、午後5時頃漸く鎮火。両日の火災で、堂宇、仏像画像書跡什宝悉く焼失。この火災によって五大力菩薩像5幅のうち2幅を焼失（焼失をまぬがれた3幅は国宝）。什宝物焼失御届（有志八幡講）によると、勅額（後陽成帝宸筆「八幡大菩薩」、熊手八幡宮縁起、三社神号などが大明王院に預けられていたところ同寺類焼した際に焼失。両日の火災等にて明治初期に680余か寺あった寺院は明治28年になると130か寺まで減少し、廃絶した堂社は40軒を数え、現存するのは30軒に満たないほどとなった。
- 1906年 明治39年 高野山開創1100年記念大法会にむけて、実質的に公式に女人禁制が解除された。
- 1910年 明治43年 持明院全焼。
- 1911年 明治44年 龍泉院、泰雲院、徳善院全焼。
- 1915年 大正4年3月1日 高野登山鉄道が大阪の汐見橋から橋本まで開通する。
- 1919年 大正8年4月15日 高野登山自動車株式会社により、高野口駅より椎出までの間を乗合自動車の運行が始まる
- 1923年 大正12年3月26日 夜8時頃、金剛峯寺木屋炎上す。 4月2日 正智院全焼。多くの宝物が焼失した。脇士文殊普賢木像二躯、舎利弗阿難木像二躯、四社明神木像一躯、不動明王木像一躯、阿弥陀如来木像一躯、脇侍観音勢至木像二躯、弁財天木像一躯、大黒天木像一躯、三宝荒神木像一躯、達磨図一幅、釈迦十六羅漢像（牧渓筆）三幅、八祖大師像一幅、両界曼荼羅図二幅、五字文殊像一幅、唐金四面器、八面器、仏具、真鍮仏具、護摩器、灯籠等仏具類多数、大般若経六百巻、弘法大師弟子譜、紀伊名所図絵七巻の39点焼失4月16日 午前10時頃、宝善院焼失。放火事件によるものと記録されている。檜皮がトタン葺きに改められるのをねらった、ブリキ職の犯行という。
- 1925年 大正14年7月30日 大阪高野鉄道が橋本から椎出まで延長。 九度山から紀伊神谷にかけて、高野登山自動車会社が登山バスの運行を開始。
- 1926年 昭和元年12月26日 午前6時30分、伽藍金堂が炎上。堂内本尊秘仏をはじめ旧国宝（重要文化財）の金剛薩た坐像、不動明王坐像、普賢延命菩薩坐像、虚空蔵菩薩坐像、降三世明王立像、金剛王菩薩坐像の諸尊が焼失。六角経蔵、孔雀堂、納経所類焼し午後二時鎮火。両明神御神体、快慶作孔雀明王像、金字一切経（荒川経）24箱は難を逃れ、霊宝館に移安。
- 1928年 昭和3年6月18日 高野鉄道、高野下～神谷（紀伊神谷）間を70か所以上の急カーブと23か所のトンネルを掘って開通。
- 1929年 昭和4年 高野鉄道、神谷（紀伊神谷）～極楽橋間開通
- 1930年 昭和5年6月29日 高野鉄道、極楽橋より山上までケーブルカーが開通する。
- 1932年 昭和7年4月28日 電車が大阪より高野山まで直通となる。 5月23日 一乗院全焼。四時半火災。一乗院全焼漸く門を残すのみとなる。
- 1938年 昭和13年6月23日 午後11時30分、正智院より出火。庫裡全焼。本堂及び会下半焼して零時30分鎮火。7月4日　降雨のため、明王院裏山崩壊、本堂および位牌堂大破。
- 1940年 昭和15年5月23日 午後3時、五坊寂静院出火。全焼。
- 1977年 昭和52年4月18日 第28回全国植樹祭のために来県した天皇、皇后が行幸[20]。

### 女人高野
高野山は明治初年まで女人禁制であったため、これに対応して生じた女人禁制エリア外の寺院は「女人高野（にょにんこうや）」と呼ばれている。その別名があるのは、慈尊院、室生寺、河内金剛寺などである。
女人高野
- 萬年山慈尊院
- 天野山金剛寺
- 宀一山室生寺
- 丹生山神宮寺成就院

#### 「女人禁制」文化のロマン化
2020年6月に「女人高野」が、「女性とともに今に息づく女人高野 ― 時を超え、時に合わせて見守り続ける癒しの聖地」というスローガンで、文化庁の「日本遺産」に認定された。宗教学・文化人類学者の小林奈央子は、女人禁制は穢れや戒律の問題等から生じ、男性中心主義的な宗教思想の中で強化・定着したものであり、このようなスローガンは、女性を聖地から排除してきた歴史を肯定するかのような表現で、「女人禁制下、参詣が認められた寺や女人堂で祈りを捧げるしかなかった女性たちの歴史がロマン化され、観光客誘致、地域活性化のために利用されている。」と厳しい批判を行っている。

## 主な名物、みやげ
- こうやくんのキャラクターグッズ
  - 「高野山開創1200年記念大法会イメージキャラクター　こうやくん」は、ストラップやバッジなどいろいろなグッズが売られている。
- 各種仏具
- 高野槇
- 高野豆腐
- 胡麻豆腐
- 大師陀羅尼錠
- 般若湯
- やきもち
- 苅萱餅
- 笹巻きあんぷ（こしあんを生麩で包んだ饅頭）
- みろく石饅頭

## 自然
高野山には、周辺では見られない生物もいくつか見られる。基本的には照葉樹林上部から落葉樹林帯にわたる生物相であるが、ツノハシバミ、マンサクなどはさらに北部に見られるもので、和歌山県では他に知られていない。
高野山の名を持つ生物もいくつかあり、以下のような例はその代表である。
- コウヤマキ・コウヤボウキ・コウヤノマンネングサ

これらは高野山で利用されることに基づく。
- コウヤシロカネソウ・コウヤカンアオイ・コウヤグミ・コウヤハンショウヅル・コウヤコケシノブ・コウヤワラビ

これらはこの地域に特産であることから。あるいはここで発見されたことから。

### 高野六木
高野山では古くからヒノキ・スギ・モミ・ツガ・アカマツ・コウヤマキの六種の樹木を「高野六木（こうやりくぼく）」と呼んで重視した。伐採を行った跡地にはこの六種を植えたという。これは森林を人為的に利用しつつ、その森林の自然林的様子や多様性を維持する効果があったとも考えられている。

## 高野七口
高野参詣道として、高野山への入口は七つあるとされ、高野山内への入口およびそこに通じる道を総称して高野七口と呼んだ。
☆は世界文化遺産に登録。
- 大門口（町石道）☆
- 黒河口（黒河道）☆
- 不動坂口（京大坂道、高野街道）☆ ：現在唯一残る女人堂がある。
- 大滝口（熊野古道小辺路）
- 大峰口（大峰道）
- 龍神口（有田・龍神道）
- 相ノ浦口（相ノ浦道）

高野七口に建てられた女人堂を巡る道を女人道☆と呼んだ。

## 周辺の関連寺社
- 慈尊院
- 丹生官省符神社
- 丹生都比売神社
- 丹生酒殿神社
- 花坂不動尊
- 立里荒神社
- 野川弁財天社

## 交通アクセス

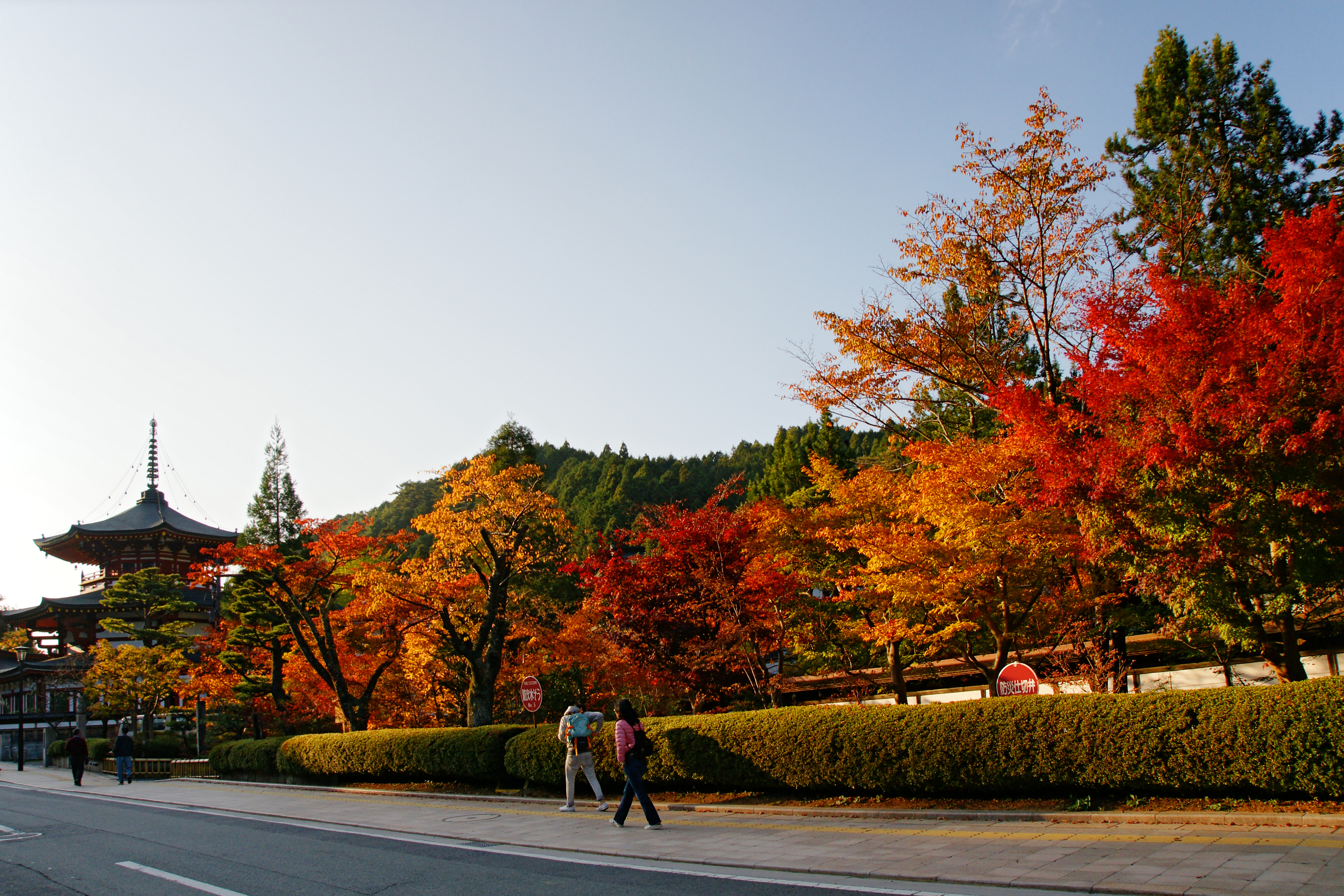
高野山内の通り（撮影当時は国道371号）

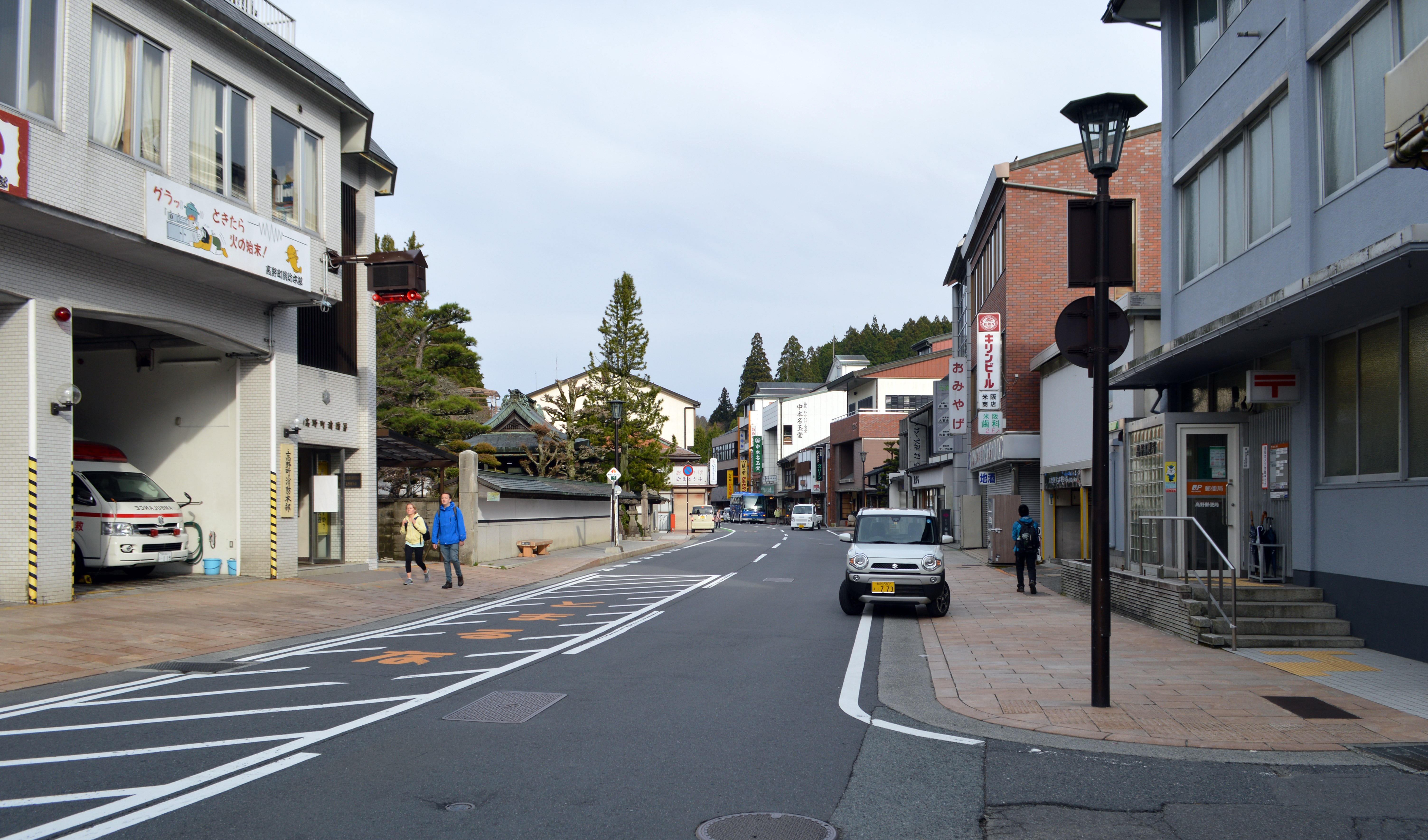
高野山内の通り

### 鉄道・バス
- 大阪方面より
なんば駅から南海高野線、極楽橋駅乗り換え南海鋼索線（ケーブルカー）、高野山駅乗り換え南海りんかんバス。
- 和歌山・徳島方面より
和歌山港（南海フェリー前）から大十バス高野マリンライナー
- 関西空港より
関西空港交通リムジンバス

### 自家用車
- 和歌山市方面からは、阪和自動車道を北へ向かい紀ノ川サービスエリアの手前の分岐から京奈和自動車道に移り東へ、かつらぎ西インターチェンジで降りて県道125号で南下し、そして国道480号（西高野街道）で山を上がって行き高野山の大門へ。
- 紀の川沿いの国道24号方面からは、かつらぎ町から国道480号経由。他に九度山町から国道370号で花坂経由国道480号にて山内へ行く方法もあるが、後者は道幅が狭く道路状況も悪い。
- 大阪府方面からは、岸和田和泉インターチェンジから鍋谷峠道路を通り、国道480号に沿って行く方法のほうが速く到達できるようになり、道幅も広い。
- 龍神温泉方面からは、高野龍神スカイライン（国道371号）経由となる。
- 大乗伽藍前、霊宝館、金剛峯寺前、和歌山県道53号高野天川線の玉川旅館から法徳堂までの区間の北側路肩、中の橋奥の院参道前の大まかな4か所に高野山合同の無料駐車場が存在し、高野山内各施設（旅館・商店など）にも利用者専用駐車場および地元土産物店が運営する有料駐車場がある。

高野参詣道への最寄駅

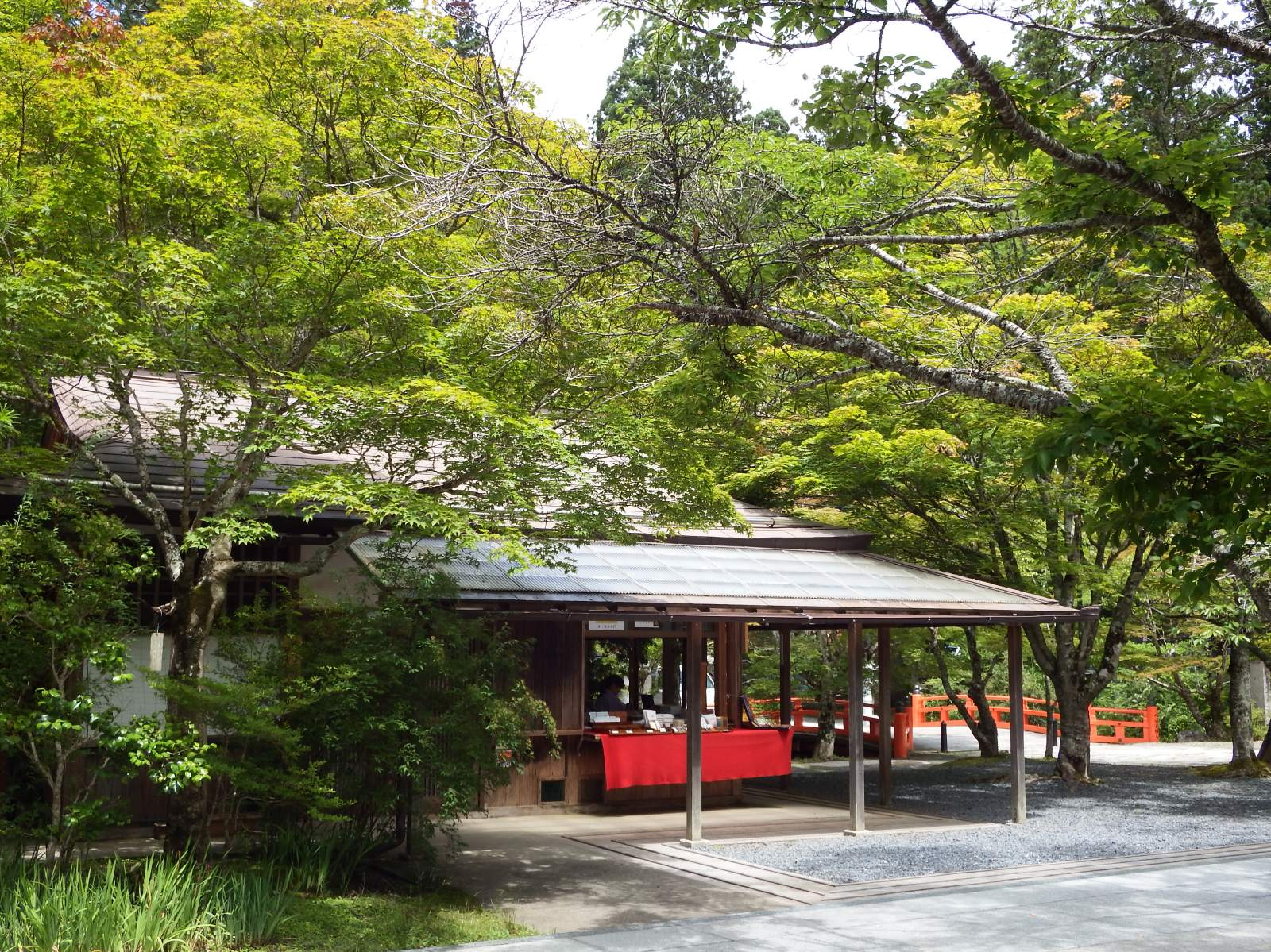
奥之院英霊殿前の売店

- 町石道は南海高野線九度山駅または西日本旅客鉄道和歌山線高野口駅。
- 京大坂道は南海高野線学文路駅。高野下駅からも経路上の河根宿に近い。
- 黒河道は西日本旅客鉄道和歌山線・南海高野線橋本駅または紀伊清水駅。

## 唱歌における高野山
明治33年（1900年）に大和田建樹が作詞発表した「鉄道唱歌第五集 関西・参宮・南海篇」では、高野山は3番を割いて歌われている。吉野山などと共に、建樹の歴史好みが強く影響しているものと見られている。なお、当時は現在の南海高野線が開業しておらず、高野山へは橋本駅から約12kmの山道を歩いて向かう必要があった。

43.瞬くひまに橋本と 叫ぶ駅夫に道とへば 紀の川わたり九度山を すぎて三里ぞ高野まで

44.弘法大師この山を ひらきしよりは千余年 蜩（ひぐらし）ひびく骨堂の あたりは夏も風さむし

45.木陰をぐらき不動坂 夕露しげき女人堂 みれば心もおのづから 塵の浮世を離れけり

## 高野にちなむ名称
- 〇〇高野

「西の高野山」の異名で知られている大宝寺 (五島市)、「西の高野」と云われる太龍寺、「四国高野」と云われる雲辺寺、「九州高野山」と云われる滝光徳寺、「関東高野山」と云われる浄因寺などがある。

## 備考
- 第二次世界大戦当時、高野山海軍航空隊が存在した。
- かつては大阪市・堺市などの多くの小学校の林間学校（移動教室）の行先となっていた。1990年代以降は林間学校の目的地の多様化などもあり、減少傾向にある。
- 2013年（平成25年）7月、初めて24時間営業のコンビニ（ファミリーマート）が開店した。酒類やたばこも取り扱うが[23]、生肉や刺し身は販売しない[24]。